# Pero castanea
Pero castanea là một loài bướm đêm trong họ Geometridae.